# Лехуза заїрська
Лехуза заїрська (Phodilus prigoginei) — вид совоподібних птахів родини сипухових (Tytonidae).

## Поширення
Ендемік ДР Конго. Вперше виявлений у 1951 році в горах Ітомбве на сході країни на висоті 2430 м над рівнем моря. Вдруге птаха бачили у 1996 році на 95 км південніше типового місцезнаходження. Обидва спійманих екземпляра мешкали в схожих місцях проживання — гірських вологий ліс впереміш із ділянками луків і заростями бамбука.

## Опис
Тіло завдовжки 24 см, вага тіла — 195 г. Описані лише самиці. Верхня частина тіла рудувато-коричнева з чорними та білими цятками. Нижня частина світліша, помаранчева з чорними цятками.